# Selenisa agna
Selenisa agna är en fjärilsart som beskrevs av Druce 1890. Selenisa agna ingår i släktet Selenisa och familjen nattflyn. Inga underarter finns listade i Catalogue of Life.